# Controvérsias envolvendo o SBT
As controvérsias envolvendo o SBT dizem respeito a um conjunto amplo de controvérsias envolvendo essa rede de televisão brasileira, especialmente em suas relações com a sociedade, a imprensa e os órgãos reguladores. Ao longo de sua trajetória, o SBT foi alvo de críticas em diferentes contextos, que vão desde questões éticas e editoriais até aspectos administrativos e culturais, compondo um histórico significativo de polêmicas e debates públicos.

## Concessão
Na época em que foi divulgado que o Grupo Silvio Santos havia conquistado uma concessão de televisão aberta em São Paulo, a imprensa fez diversos questionamentos, alegando que Silvio Santos já era dono de uma rede de TV no Rio de Janeiro, a TVS, e não poderia vencer uma concessão que englobava uma outra rede de TV no mesmo estado. Como explicação, foi dito que o dono do canal 11 no Rio de Janeiro era Silvio Santos e quem venceu a licitação que englobava o canal 9, era o Sistema Brasileiro de Televisão, que não tinha Silvio Santos no seu rol acionário e sim Carmen Abravanel (cunhada de Silvio Santos) e Carlos Marcelino Machado de Carvalho (filho de Paulo Machado de Carvalho, da TV Record). Outra acusação é que o SBT teria sido favorecido graças a programas como a Semana do Presidente, exibida dentro do Programa Silvio Santos e a proximidade do apresentador com o presidente João Figueiredo. O ministro das Comunicações Haroldo Corrêa de Mattos ficou exaltado e chegou a chamar de antipopular e elitista quem criticava a escolha da concessão ao SBT.
Alguns Sindicatos de Radialistas da época também não gostaram da escolha do processo vencido por Silvio Santos e do “surgimento do SBT”. Ciro Machado, então presidente da categoria em Porto Alegre, assim falava de Silvio Santos: “é um mau empresário, que não assume responsabilidades com o trabalho e, todos sabem, só trabalha mediante prestação de serviços ou cachês”. Nisso, a bem da verdade, acabou se revelando uma mentira com o passar do tempo. É histórica a fama de bom pagador do SBT a seus funcionários.[parcial?] Por outro lado, o mesmo Ciro Machado disse que o mercado de trabalho não iria melhorar porque Silvio Santos “só se utiliza de enlatados”.
Em 20 de março de 1981, o Sindicato dos Radialistas do Estado de São Paulo divulgou uma nota oficial lamentando a decisão do Ministério das Comunicações em ceder duas concessões aos grupos de Silvio Santos e Adolpho Bloch, o sindicato afirmando-se "de luto" pela concessão das duas novas redes de televisão ao Sr. Adolpho Bloch e à Sra. Carmem Abranavel, "que na realidade é a máscara onde se esconde o Sr. Sílvio Santos". O sindicato considerou que "foram ganhadoras as duas piores propostas, pois o Sr. Adolpho Bloch já fala numa rede para exibir filmes enquanto o Sr Sílvio Santos está preocupado com o seu Baú da Felicidade para a venda de carnês".
Em relação a Silvio Santos, o sindicato afirmou: "A rigor, um dos dois ganhadores nem deveria estar participando da licitação, porque era impedido por lei. Mas o Sr. Sílvio Santos [sic] burlou a lei e entrou na concorrência com testas de ferro".

## Dívidas dos antigos funcionários da Tupi
Em 1980, 869 dos cerca de 1.500 funcionários da Rede Tupi entraram com ação judicial coletiva para receber seus direitos. Em 1986, Silvio Santos assumiu a dívida, mas não houve acordo quanto ao valor corrigido. O sindicato queria R$ 7,8 milhões. O SBT, inicialmente, só queria pagar R$ 1,9 milhão e recorreu à Justiça. Em 1996, o SBT depositou em juízo esse valor, que foi distribuído aos ex-funcionários em 1997. Em 1999, a Justiça determinou o pagamento, pelo SBT, de mais R$ 6,4 milhões. Em 2000, cerca de 800 funcionários da extinta TV Tupi receberam parte de seus direitos trabalhistas, reivindicados há 20 anos. A 4.ª Vara Cível de São Paulo liberou ao sindicato dos radialistas do Estado R$ 6,4 milhões que o SBT havia depositado em juízo no ano de 1999. Desse total, o sindicato repassaria aos ex-funcionários R$ 5,8 milhões. O sindicato dos radialistas ainda tentaria receber mais R$ 1,1 milhão.

## Documento Especial
Em 1992, Silvio Santos convidou o diretor Nelson Hoineff e o apresentador Roberto Maya e seu programa Documento Especial a deixarem a Rede Manchete e irem para o SBT. O tema da estreia era “O País da Impunidade”, mas esta edição não foi ao ar e não se soube o verdadeiro motivo das restrições impostas ao programa de estreia. Informações dão conta que era uma reportagem dissecando o caso PC Farias/Fernando Collor de Mello, contendo inclusive uma gravação inédita obtida junto ao jornal Zero Hora de Porto Alegre e o SBT preferiu não levar ao ar por medo de represália de políticos, em especial do governo do presidente Collor, em tempos de crise institucional no Brasil. Tal matéria só seria exibida em 2007, no Canal Brasil. O mesmo programa levaria ao ar, em 17 de setembro de 1992, uma reportagem que não pôde ser tratada na Manchete por restrições de Adolpho Bloch.[carece de fontes?]
A reportagem, que virou tema internacional, exibiu uma entrevista com um grupo neonazista brasileiro, denominado White Power, formado por skinheads, na matéria também aparecia o irmão de Eduardo Suplicy, Anésio Lara, que era simpatizante dos ideais de Adolf Hitler. Como Suplicy era candidato à Prefeitura de São Paulo, seu adversário Paulo Maluf tentou usar a matéria a seu favor na campanha. A Polícia Federal entrou no caso e indiciou diretor, chefe de reportagem e produtor por apologia ao crime. Na época, a Rádio Atual AM, voltada ao público nordestino foi pichada pelo fato de seu locutor ter se manifestado contra a matéria do Documento Especial. Em 29 de novembro daquele ano, a reportagem foi exibida no Festival de Documentários de Leipzig, na Alemanha.

## Acusações de antiética

### Vinhetas
Durante as décadas de 1980 e 1990, o SBT, embora disputasse com a Rede Manchete o segundo lugar, nunca escondeu que a Rede Globo era seu alvo principal. Desta forma, diversas vinhetas foram exibidas provocando a concorrente.

### Rambo
Em 1988, o SBT anunciou que exibiria o filme Rambo. Como o interesse público pelo filme era grande, a expectativa de audiência era alta. A Globo resolveu contra-atacar com o filme Rambo II - ao que o SBT respondeu adiando a exibição de Rambo e colocando no ar uma vinheta com os seguintes dizeres:

Quem procura acha o Rambo na Globo.— Mensagem transmitida pelo SBT
No dia da exibição remarcada, a Rede Globo estica o capítulo da novela Vale Tudo. A estratégia do SBT foi colocar no ar um slide com os seguintes dizeres, paralisado por 50 minutos:

Não se preocupe, quando terminar a novela da Globo, você vai ver: RAMBO— Mensagem transmitida pelo SBT
O SBT conseguiu a vitória no IBOPE, mas foi duramente criticado. A crítica Lúcia Leme, do jornal O Globo, afirmou à época:

A Rede Globo é a principal emissora do país, a mais vista, a melhor, a mais séria, profissional, correta, bem estruturada, a mais produtiva, de maior índice de criatividade, tantas coisas mais. E o será ainda por muito tempo façam as outras o que fizerem. Precisava mesmo brigar com Rambo?— Lúcia Leme
A atitude do SBT foi vista como antiética à época, pois foi a primeira vez em que concorrentes se atacavam diretamente na televisão brasileira.

### Sensacionalismo
O programa Aqui Agora ficou conhecido por ser o primeiro registro de um programa de jornalismo sensacionalista da televisão brasileira. Ao adotar uma imagem popular, com diálogos diretos e imagens fortes, o programa conseguiu audiência mas, ao mesmo tempo, chocou o público. A emissora cheogu a ser processada por exibir um suicídio ao vivo.

### "Vale tudo" aos domingos
Em meados dos anos 90, o Domingo Legal de Gugu Liberato passou a concorrer pesadamente com o Domingão do Faustão, chegando à liderança em alguns momentos. O programa passa então a adotar uma linha sensacionalista e voltada ao erotismo, com o quadros como a Banheira do Gugu (onde convidados do sexo masculino procuravam um sabonete em uma banheira com modelos seminuas) e atrações como uma família de mexicanos que sofriam de hipertricose, condição na qual os pelos crescem indiscriminadamente pelo corpo. Ao apresentar os irmaõs como "Os Lobisomens Mexicanos", e questionar se os membros tomavam banho ou mesmo se eram parentes do lendário lobisomem, o programa os trata como aberração e a atitude foi duramente criticada.
Respondido pela Rede Globo com o Domingão do Faustão exibindo outra anormalidade, o episódio chegou a levar Carlos Manga, então diretor do programa global, a propor um código de ética entre as duas emissoras, onde não exibiriam mais o que chamou de "cenas escatológicas e desgraças humanas". Guilherme Stoliar, sobrinho de Sílvio Santos e executivo do SBT, rejeitou a proposta, alegando tentativa de censura pela concorrente.
A Banheira do Gugu foi reavaliada pelo Ministério da Justiça e só poderia ser exibida após as 21 horas. Como o programa se encerrava mais cedo, a produção preferiu não realizar mais o quadro. À época, Gugu disse à Veja que a decisão se tratava de falso moralismo:
Hoje em dia, as pessoas vão com pouca roupa à praia e ninguém acha isso escandaloso. Mas no meu programa todo mundo reclama.— Gugu

### Programa do Ratinho

#### Contratação pelo SBT
Na noite do dia 27 de agosto de 1998, Silvio Santos assinou contrato com Ratinho e posteriormente anunciava na emissora a contratação do apresentador. Na época, Ratinho era vice-líder de audiência na Record, com o seu Ratinho Livre, chegando a atingir 36 pontos.
No dia 28 de agosto, a Agência JB divulgou que além da contratação, o SBT deveria pagar R$ 43 milhões em multa pela rescisão do contrato com a Record. No mesmo dia, o SBT anunciava em comerciais, um programa especial exibido na sexta-feira (até então horário de Tela de Sucessos) e a entrevista coletiva à imprensa, que deu 13 pontos de audiência.
Em 31 de agosto, a Rede Record entrou com uma liminar na justiça para impedir que o SBT continue divulgando a estreia do Programa do Ratinho até que a multa rescisória seja paga. Do dinheiro, R$ 20 milhões foram pela quebra do contrato com a Record e R$ 23 milhões foram para a Abba Produções, empresa que administrava os sorteios do 0900. Silvio decidiu antecipar a estreia do Programa do Ratinho na semana posterior, que tinha previsão de começar em Outubro. Informação vazada dentro da emissora dizia que o SBT não tinha a menor condição de pagar a multa rescisória à Record.

#### Casos falsos
Em 18 de outubro de 1998, menos de 2 meses após a estréia do programa no SBT, a Folha de S.Paulo fez uma reportagem, que revelou um esquema que fabricava histórias falsas para serem apresentadas no programa. O caso rapidamente chegou a Justiça. Em sua defesa, o apresentador afirmou que pagava aos diretores para procurar histórias para o programa, porém não sabia que elas eram falsas. Porém dias depois, a reportagem apurou que o Ratinho tinha ciência sobre a não veracidade das histórias.

#### Sequestro de Wellington Camargo
Em 1999, quando o irmão dos cantores Zezé Di Camargo e Luciano, Welington José Camargo, estava sob poder de sequestradores, Ratinho criou um serviço por telefone para arrecadar o dinheiro do resgate. A atitude teria incitado os criminosos a aumentar o valor pedido e ainda cortar um pedaço da orelha de Welington, e ainda, ter colocado o mesmo pedaço, na portaria da TV Serra Dourada, afiliada do SBT em Goiânia. Anos depois em 2018, o apresentador admitiu que interferir nesse caso foi o seu único arrependimento na televisão.

#### Guilherme de Pádua
Em 8 de abril de 2010, Ratinho fez uma entrevista com o ator Guilherme de Pádua, que em 1992, assassinou a colega de elenco, Daniella Perez a golpes de tesoura, junto de sua esposa, Paula Thomaz, ambos condenados a 19 anos de prisão, porém só ficaram 6 presos. Durante a entrevista, Ratinho e Guilherme de Pádua chegaram a discutir ao vivo, depois do programa, a autora de novelas e mãe de Daniela, Glória Perez, fez duras críticas a Ratinho e detonou Guilherme. Em 2011, em uma entrevista ao programa Hebe, na RedeTV!, o Ratinho afirmou estar arrependido de fazer a entrevista com o assassino da filha da autora.

#### Elisa Samúdio
No dia 10 de novembro de 2010, Ratinho citou o caso de Elisa Samúdio, que foi assassinada, a mando do ex-goleiro Bruno, que jogava no Flamengo. Na Época, Ratinho lançou uma campanha em seu programa no SBT. Ratinho resolveu dar um cheque no valor de 1 milhão de reais para quem levar Eliza Samúdio ao palco de sua atração. A jovem estava desaparecida desde junho de 2010. Segundo Ratinho, o goleiro Bruno e seus comparsas “estariam enrolando a Justiça, ao alegar que Eliza ainda está viva”. A proposta provocou a fúria de Ercio Quaresma, advogado de Bruno, que criticou o apresentador durante um programa da mesma emissora. O defensor acusou Ratinho de colocar em risco a segurança de Eliza. Ratinho rebateu, e ameaçou o polêmico advogado, que já foi flagrado em gravações de áudio, ameaçando a esposa e cúmplice de Bruno.

### Domingo Legale o caso PCC
Em 7 de setembro de 2003 o Domingo Legal, programa de sucesso do canal que naquele período era apresentado por Gugu Liberato, exibiu no início da noite uma forjada entrevista gravada com dois supostos integrantes do PCC. Como consequência, o programa foi tirado do ar em 21 de setembro pela Justiça, a pedido do Ministério Público do Brasil. A atração foi substituída de última hora por reprises do Grammy Latino, Troféu Imprensa, Programa do Ratinho, Xaveco e o Curtindo uma Viagem.

### Acusação de Fake News
Em 6 de maio de 2024, a emissora levou ao ar um flagrante de caminhões sendo multados em direção à Porto Alegre durante a exibição do Tá na Hora. O ocorrido foi mostrado pela apresentadora Márcia Dantas, que naquela ocasião atuava como repórter especial do SBT em ocasião da cobertura das enchentes no Rio Grande do Sul. No dia seguinte (7), o canal exibiu no programa uma matéria exclusiva de 75 minutos cobrindo a apreensão dos veículos, mas mudando a todo tempo o GC. Num primeiro momento, a chamada mostrava que as multas foram aplicadas por excesso de peso. Logo depois, é alterada só citando que os caminhões foram multados, mas sem esclarecer os motivos. O apresentador Marcão do Povo emitiu duras críticas ao Governo Federal, ao governo do Rio Grande do Sul e a Agência Nacional de Transportes Terrestres (ANTT), que posteriormente emitiu uma nota anunciando a suspensão de pedágios em estradas gaúchas e de multas aplicadas. Trechos da reportagem foram usados pelo coach e pré-candidato à prefeito de São Paulo, Pablo Marçal (PRTB), além de circularem em grupos bolsonaristas. Após Globo e Record desmentirem a matéria, a mesma foi removida do portal SBT News, bem como nas outras redes sociais da emissora. No dia 8, o canal emitiu uma nota em defesa de Márcia Dantas e alegou que a reportagem foi verdadeira. Dantas foi defendida pela equipe do matinal Chega Mais e pela vice-presidente do canal, Daniela Beyruti. Com a polêmica, o ministro-chefe da Secretaria de Comunicação Social, Paulo Pimenta (PT-RS), anunciou que abriria um processo contra o SBT por fake news. Além disso, a matéria do site F5, ligado ao jornal Folha de S.Paulo, lembrou que a direção de jornalismo do SBT, agora sob o comando de José Weber, estaria adotando um posicionamento ideológico próximo à direita nos telejornais, o que significaria uma certa oposição ao Governo Lula, quebrando uma tradição do SBT em ser um canal governista.

## Muito Além do Cidadão Kane
Em 1993, foi lançado o documentário televisivo britânico Muito Além do Cidadão Kane, de Simon Hartog, exibido pelo Channel 4, emissora pública do Reino Unido. O documentário mostra as relações entre a mídia e o poder do Brasil, focando na análise da figura de Roberto Marinho. A obra detalha a posição dominante da sua emissora, a Rede Globo, na sociedade brasileira. Embora o documentário seja focado na concorrente, o SBT e Silvio Santos também são citados de forma crítica, com imagens das vinhetas do SBT e de Silvio Santos apresentando a Porta da Esperança e o quadro do pião da casa própria, o SBT é apresentado, ao lado da Rede Manchete, como concorrentes pelo segundo lugar e que "A supremacia de audiência da TV Globo é, as vezes, ameaçada aos domingos pelo programa de 12 horas de Sílvio Santos, em sua própria rede, o SBT":
Com imagens de Silvio Santos, o documentário comenta:
Silvio Santos começou na Globo e se afastou em 1975. Na parte da Porta da Esperança as pessoas vem pedir coisas, algumas conseguem, outras não. Silvio Santos ficou superrico com seu esquema do Baú da Felicidade. Atraidos por prêmios fabulosos os sócios pagam prestações regularmente, o que lhes permite comprar produtos em lojas especiais. Com a instabilidade econômica poucos mantêm seus pagamentos por muito tempo, seu prejuízo é o lucro de Silvio Santos.— Trecho do documentário Muito Além do Cidadão Kane.
Em seguida, o documentário mostra o quadro da Porta da Esperança onde uma filha pede ajuda para reencontrar a sua mãe, sendo que as portas se abrem e elas se reúnem, o documentário comenta:
Na verdade, Silvio Santos poderia ter reunido mãe e filha logo depois da primeira apresentação. Mas ele adiou o reencontro para apresentá-lo em seu programa. Foi apenas um pequeno atraso... Até aquele momento a mãe da mulher já doente, tinha ficado tão doente que não pode comparecer, uma outra filha teve que ir em seu lugar. Se seu partido não tivesse sido desqualificado em função de algumas questões técnicas, Silvio Santos teria sido candidato a presidência do Brasil em 1989.— Trecho do documentário Muito Além do Cidadão Kane.
Em 2009, outra concorrente do SBT, a Rede Record, comprou os direitos de exibição do documentário.

## Liderança Capitalização
Em 1978, o advogado Antônio Rodriguez entrou com uma ação na Justiça de São Paulo acusando a Liderança Capitalização, empresa do Grupo Silvio Santos, de roubar seus fregueses, a qual três clientes foram os autores da queixa, que reclamaram que se consideravam lesados e brigam na Justiça pelo dinheiro que, segundo eles, Silvio Santos conseguiu tirar-lhes durante anos. Rodriguez disse que toda a manobra "é roubo mesmo". Na época, outros clientes também apareceram com reclamações em relação ao carnê do Baú da Felicidade e os produtos que seriam de baixa qualidade, a reportagem também acusou a empresa de enganar seus vendedores e que estes seriam orientados a também enganarem os clientes.

## Plágio da Endemol
Em 2000, a produtora holandesa Endemol ofereceu o reality show Big Brother ao SBT por US$ 8 milhões. A emissora brasileira teve acesso a todo formato porém recusou a compra alegando que seria um valor alto, além de importar recursos dos Países Baixos. Com isso, representantes do SBT firmaram um acordo com a produtora de que não iriam usar informações do programa. Posteriormente, a Rede Globo comprou os direitos de exibição do programa no Brasil, porém o SBT lançou em 2001 a Casa dos Artistas, somente com participantes famosos, estreando o formato de pessoas confinadas no país. O final da primeira temporada rendeu a atração 47 pontos de audiência com pico de 55, considerada um recorde até hoje pela emissora. Com o grande sucesso do programa exibido pelo SBT, a Rede Globo lançou o Big Brother Brasil e entrou com uma ação judicial junto com a Endemol para tirar do ar a Casa dos Artistas. O programa ficou fora do ar dois dias, com o desembargador suspendendo a ação julgando que os argumentos apresentados não caracterizavam plágio, complementando que as ideias não eram cobertas pelos direitos autorais no país e que a suspensão do programa traria grandes prejuízos. O programa ainda teve mais duas edições, e em 2004, foi lançado o Casa do Artistas: Protagonista de Novela, formato originado da Espanha. O processo contra o SBT movimentou quantias acimas R$ 18 milhões e passou por todas as instâncias.

## Tele Sena
Em 1992, uma ação do deputado estadual José Carlos Tonin (PMDB-SP), por meio do advogado Luiz Nogueira, defende que a Tele Sena é uma cartela de jogo disfarçada de plano de capitalização, uma vez que ela devolve aos compradores apenas metade do valor pago, R$ 3, um ano depois. Segundo a ação, a Tele Sena contraria o decreto 261/67, que determina que as sociedades de capitalização devem funcionar como poupança e condenou os réus a recolherem R$ 50 milhões aos cofres públicos. Neste mesmo ano, o professor de economia política da Universidade de Brasília Lauro Campos também anunciou que levaria à Procuradoria Geral da República uma representação contra o empresário Sílvio Santos, acusando-o de estar utilizando seu canal de televisão para prática de contravenção penal.
O professor argumenta que esse jogo não poderia estar sendo explorado por uma empresa privada, com fins lucrativos, mas apenas por uma entidade pública, e com destinação das receitas para fins sociais, como determina a legislação. Ele estimou que Sílvio Santos estaria faturando cerca de Cr$ 2 bilhões por mês com a Tele Sena. Sua representação junto à Procuradoria iria incriminar também o então ministro da Economia, Marcílio Marques Moreira, responsável pela autorização para a veiculação da Tele Sena, e também a Empresa Brasileira de Correios e Telégrafos (ECT), pelo convênio firmado com a Liderança Capitalização S.A., empresa do Grupo Sílvio Santos gestora da Tele Sena. Em 1997, o juiz João Batista Gonçalves da 6.ª Vara Federal de São Paulo, anulou o ato administrativo que autorizou a Liderança Capitalização S/A a emitir cartelas da Tele Sena. Em 2000, desembargadores do Tribunal Regional Federal de São Paulo criaram uma ação pedindo o fim da Tele Sena.
Em carta manuscrita, dirigida como forma de sensibilizar os desembargadores que analisavam apelação cível à ação popular que pede a decretação da ilegalidade da Tele Sena. Silvio Santos revelou como conseguiu montar e depois impedir que o SBT, fosse à falência, há quase dez anos. Silvio Santos admitiu ter criado a Tele Sena, em 1991, para cobrir os prejuízos do SBT, que já não conseguia se sustentar e crescer apenas com publicidade e os lucros do carnê Baú da Felicidade. Silvio Santos argumenta que a Tele Sena é legal e que seu fim o levaria à falência, prejudicando o SBT e favorecendo a Globo, pois segundo o empresário, até o pacote de filmes da Warner e da Disney que o SBT vem exibindo, e que tem superado a Globo no Ibope, foi viabilizado pela Tele Sena, "A Tele Sena gerou em oito anos um lucro que está sustentando todas as empresas do grupo, que dão prejuízo em razão dos altos investimentos na própria rede de TV e na abertura de novos negócios (Internet, TV a cabo, banco etc)", escreveu Silvio Santos.
A carta foi enviada à desembargadora federal Therezinha Cazerta, que concluiu seu voto, também contrário à Tele Sena. Na decisão, ela reproduziu trechos da carta de Silvio Santos. Diz que o documento, "antes de socorrê-lo, acaba por ratificar mais ainda que a Tele Sena é ilegal e lesiva à moralidade administrativa", e que "na verdade, a Tele Sena somente enriquece o senhor Silvio Santos". Em novembro de 1999, o relator do processo, desembargador Newton de Lucca, deu voto contra a Tele Sena e concluiu pela ilegalidade da Tele Sena, mas reformou a decisão sobre a multa de R$ 50 milhões. Em seu voto, o desembargador federal apontou que a Tele Sena é "um desvio de finalidade" do decreto 261/67, que "não cria poupança" e que se vale do "apelo lúdico dos sorteios", realizados pelo "homem de vendas mais prestigiado da TV brasileira". Em 2007, por decisão unânime, o Superior Tribunal de Justiça reconheceu a legalidade da Tele Sena.
Os ministros, acompanhando o entendimento do relator, ministro Luiz Fux, anularam decisão da Justiça Federal da 3.ª Região concluindo que o autor de ação popular não tem legitimidade para propor ação visando à anulação de contratos entre pessoa jurídica e outras entidades, nem para pleitear defesa de outros consumidores, sequer para reivindicar valores obtidos com a venda dos títulos de capitalização. Posteriormente, foi aberto um processo na Corte Especial daquele Tribunal para apurar possível parcialidade do ministro Luiz Fux, em favor da empresa Liderança Capitalização S/A.

## Relação com o Ibope
Em 1986, o SBT criticou publicamente o Ibope devido à fusão, na época, com a Audits of Great Britain, empresa da Inglaterra concorrente do instituto brasileiro, que passaria a utilizar o aparelho people meter, ou Audi-TV, desenvolvido pela empresa inglesa, viabilizando coleta, processamento e entrega dos dados de audiência em tempo real, uma espécie de première mundial. A rede ainda criticou o fato do Ibope passar a deter o monopólio dos serviços à mídia, sua metodologia e amostras utilizadas, pois segundo a sua então superintendência comercial, o Ibope influi na destinação da verba publicitária do Brasil.
Em 9 de março de 1988, Silvio Santos apareceu na TV Cultura e atacou Carlos Augusto Montenegro, presidente do Ibope, chamando-o de ladrão e dizendo que fazia mais ou menos 1 ano e meio que tinha conhecimento que os números do instituto eram manipulados em favor da Rede Globo e, como tal, não deveria ser levado a sério. Silvio afirmou que o Ibope teria recebido dinheiro de Roberto Marinho para comprar a Audi-TV em 1985. No dia 13, domingo, durante o Show de Calouros ele disse, "Dizem que o Montenegro se atrapalhou financeiramente e recebeu recursos da Globo. Dizem, não vou poder provar". Silvio citou os exemplos de várias emissoras, como TV Excelsior, TV Rio e TV Tupi, que tiveram de ir a falência, "Será que todos os administradores foram incorretos? Será que todos os administradores foram incompetentes?”, revoltou-se no ar o apresentador insinuando uma manipulação dos números fora da Globo. A reação do Ibope foi imediata: um processo criminal contra o dono do SBT, que se retratou, pediu desculpas e fez as pazes com o instituto em troca de autorização para realizar uma auditoria nos métodos do Ibope. No entanto, o SBT viria a assinar um contrato com especialistas da Universidade de São Paulo para a criação do seu próprio Instituto de Pesquisas de Audiência, batizado de Alfonsímetro. Para isto, o recém-criado departamento de pesquisas do SBT que atingiria primeiro São Paulo, depois o Rio de Janeiro, antes de se tornar nacional, faria seu primeiro teste de operação. Durante quatro horas, 40 entrevistadores percorreram 25 bairros previamente selecionados da cidade de São Paulo, fazendo um tipo de pesquisa de audiência semelhante ao do Ibope, o flagrante domiciliar.
Na última semana de abril de 1993, o SBT colocou no ar uma campanha cifrada em que prometia sortear um carro 0 km entre as pessoas que provassem ter um aparelho de medição de audiência do Ibope instalado em sua casa, chamado people meter. Posteriormente, a emissora retirou a campanha após pedido da Associação Brasileira de Anunciantes (ABA), da Associação Brasileira das Agências de Propaganda (Abap) e da Comissão Abap/Redes e retirou do ar a campanha "Caça ao Aparelho de TV". Em troca, ABA e ABAP promoveram uma reunião para discutir o assunto. Além do SBT, compareceram a Globo, Record, Manchete e Bandeirantes. Na reunião, depois de apresentar uma série de reclamações, o SBT propôs às emissoras e agências de publicidade a criação de um novo órgão de medição de audiência, que substitua o Ibope no fornecimento de dados. O SBT ainda voltaria a veicular a campanha pela caça ao aparelho. Em represália ao SBT, o Ibope deixou de divulgar os índices de audiência na Grande São Paulo feitas pelo instituto no período das 20h44 do dia 4 de junho (sexta-feira) às 15h08 do dia 7 (segunda-feira) de 1993.
Em 2003, o SBT passou a investir no Datanexus, instituto de medição de audiência, que passou a mostrar uma diferença na audiência medida entre os dois institutos de pesquisa, porém, a emissora foi sua única cliente e a empresa teve que encerrar suas atividades em 2004.
Dez anos mais tarde, o SBT - juntamente com a Record, Band e RedeTV! - assinou contrato com o GfK, instituto alemão de medição de audiência que passou a concorrer com o Kantar IBOPE Media no Brasil.

## Acusações de viés político
Em 6 de novembro de 2018, durante o intervalo comercial da programação diária, a emissora levou ao ar uma leva de vinhetas com teor nacionalista, trazendo cartões postais como o Museu de Arte de São Paulo, Cristo Redentor e a Igreja de Nossa Senhora do Carmo em Ouro Preto. Em algumas delas eram executados trechos do hino nacional ou eram utilizadas músicas tocadas em peças publicitárias do governo federal durante a Ditadura Militar, sendo duas delas a canção Pra Frente Brasil, usada durante a conquista do tricampeonato da seleção brasileira na Copa do Mundo FIFA de 1970 e a composição Eu Te Amo, Meu Brasil do grupo Os Incríveis. Os trechos eram acompanhados de frases como "Brasil, Ame-o ou Deixe-o", "Brasil de Encantos Mil", "Pra Frente Brasil!" e "Brasil, Pátria Amada". Com a repercussão negativa, os institucionais foram retirados do ar no mesmo dia durante a programação noturna e em nota, a emissora justificou que houve um "equívoco" e que a ideia dos comerciais era de celebrar os 30 anos da constituição de 1988 e não de se aproximar do então futuro Governo Jair Bolsonaro.
A minha concessão de televisão pertence ao governo federal e eu jamais me colocaria contra qualquer decisão do meu 'patrão' [Bolsonaro] que é o dono da minha concessão. Nunca acreditei que um empregado ficasse contra o dono, ou ele aceita a opinião do chefe, ou então arranja outro emprego.— Comunicado de Silvio Santos a seus funcionários proibindo críticas ao governo Bolsonaro, abril de 2020

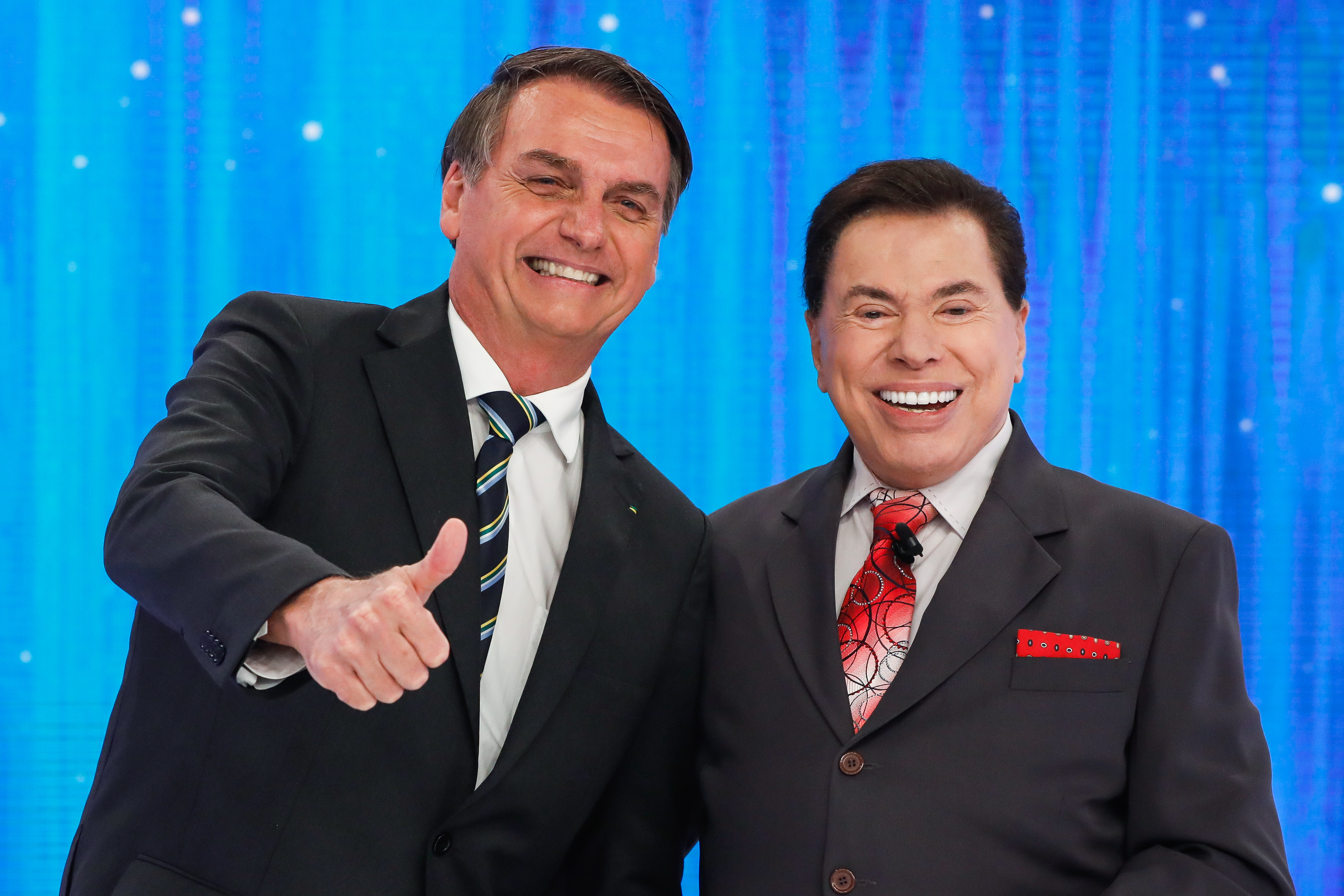
Jair Bolsonaro durante entrevista ao apresentador Silvio Santos.

Escrevendo para o The Intercept Brasil, João Filho questionou o aumento da entrada de dinheiro público no SBT e outras emissoras nas quais os donos apareceram ao lado de Bolsonaro. Antes do atual governo, era gasto mais dinheiro com propaganda nas emissoras a partir da audiência das mesmas, mas o método foi cancelado sem motivo. Tal fato entrou na análise do Repórteres Sem Fronteiras, que passou a reportar os ataques de Bolsonaro direcionados à imprensa.
O afastamento da jornalista Rachel Sheherazade, do SBT Brasil, após criticar o ministro da justiça Sergio Moro e o presidente Jair Bolsonaro no YouTube, também foi questionado se não foi devido a interferência política.
No dia 23 de maio de 2020, Silvio Santos cancelou a edição do jornal SBT Brasil daquele dia, que havia noticiado o vídeo da reunião ministerial de 22 de abril do Governo Bolsonaro, e a substituiu por uma reprise do programa Triturando.
Segundo um levantamento feito pelo Poder360, Bolsonaro concedeu 102 entrevistas  exclusivas a veículos de comunicação, mesmo afirmando não gostar da imprensa. A Rede Bandeirantes foi a mais atendida, seguida pela RecordTV, SBT e a Jovem Pan.